# Båstads landsfiskalsdistrikt
Båstads landsfiskalsdistrikt var 1918–1964 ett landsfiskalsdistrikt i Kristianstads län, bildat när Sveriges indelning i landsfiskalsdistrikt trädde i kraft den 1 januari 1918, enligt beslut den 7 september 1917. Den 1 januari 1965 avskaffades i Sverige samtliga landsfiskaler och landsfiskalsdistrikt, och deras arbetsuppgifter delades upp på de nyskapade indelningarna polisdistrikt, åklagardistrikt och kronofogdedistrikt.
Landsfiskalsdistriktet låg under länsstyrelsen i Kristianstads län.

## Ingående områden
Den 1 januari 1937 ombildades Båstads landskommun till Båstads köping. När Sveriges nya indelning i landsfiskalsdistrikt trädde i kraft den 1 januari 1952 (enligt kungörelsen 1 juni 1951) ändrades indelningen av distriktets ingående områden.

### Från 1918
Bjäre härad:
- Båstads landskommun
- Förslövs landskommun
- Grevie landskommun
- Hovs landskommun
- Torekovs landskommun
- Västra Karups landskommun

### Från 1937
Bjäre härad:
- Båstads köping
- Förslövs landskommun
- Grevie landskommun
- Hovs landskommun
- Torekovs landskommun
- Västra Karups landskommun

### Från 1 januari 1952
- Båstads köping
- Förslövsholms landskommun
- Västra Bjäre landskommun